# Кейп Фир (племе)
Вижте пояснителната страница за други значения на Кейп Фир.
Кейп Фир индианците (на английски: Cape Fear) е малко северноамериканско индианско племе, което в началото на колониалния период живее около устието на река Кейп Фир и крайбрежието на Северна Каролина.
За това племе почти нищо не е известно, освен че са посетени за пръв път от Уилям Хилтън през 1662 г., който обаче не оставя никаква информация за тях. Така че не е известно дали кейп фир са самостоятелно племе или са подразделение на някое друго по-голямо племе от крайбрежните райони на Северна Каролина. Не се знае и как е истинското им име и какъв език са говорели.
През 1664 г. англичаните основават на западния бряг на река Кейп Фир селището Чарлс Таун. През 1667 г. обаче колонията е изоставена заради конфликти с местните хора, които контролират района от река Кейп Фир до река Уакамо. Предполага се, че тези хора са били кейп фир.
През 1711 – 1712 г. някои от кейп фир индианците участват като скаути срещу племето тускарора. През 1715 г. е известно, че 206 кейп фир индианци живеят в 5 села на река Кейп Фир. След 1725 г. те напущат района и се установяват в енориите Сейнт Стивънс и Сейнт Джонс, заедно с останки от племето пиди. През 1808 г. се съобщава, че в енориите живеят 30 души общо от двете племена.